# Nguyễn Đình Bảng
Nguyễn Đình Bảng (sinh năm 1942) là nhạc sĩ người Việt Nam.

## Tiểu sử[1][2]
Ông sinh ngày 27 tháng 12 năm 1942 ở Đạo Lý, Lý Nhân, Hà Nam. Trước đây, ông công tác tại Nhà xuất bản Âm nhạc và Băng đĩa (DIHAVINA). Trú quán tại Khu tập thể Nhà hát Chèo Việt Nam, Mai Dịch, Hà Nội.
Nguyễn Đình Bảng nguyên là nhạc công Đoàn Chèo Trung ương, tham gia biểu diễn phục vụ ở Trường Sơn, trên các sân khấu trong và ngoài nước. Sau khi tốt nghiệp Khoa Sáng tác Nhạc viện Hà Nội, ông về làm biên tập âm nhạc cho DIHAVINA đến khi nghỉ hưu.
Nguyễn Đình Bảng đoạt nhiều giải thưởng âm nhạc: Giải Nhất và Giải Ba Hội Nhạc sĩ Việt Nam, 1994: Khỏa trần Trường Sơn và Tình quê (thơ Hàn Mặc Tử); Giải Nhì Hội Nhạc sĩ Việt Nam, 1995: Du thuyền sông Lam; Giải Ba ca khúc và khí nhạc Hội Nhạc sĩ Việt Nam, 1996: Ngôi sao biển và Ballade giao hưởng Thị Kính - Thị Mầu.
Ông đã được tặng Giải thưởng Nhà nước về Văn học - Nghệ thuật đợt II năm 2007, với cụm tỏc phẩm: Thời hoa đỏ (thơ Thanh Tùng), Du thuyền trên sông Lam, Khỏa trần Trường Sơn, Ngôi sao biển, Baleade giao hưởng Thị Kính – Thị Mầu.

## Phong cách sáng tác[1]
Tuy trăn trở nhiều cho sáng tác, nhưng mãi đến năm 1987, sau khi bài hát Cơn mưa em bất chợt được quần chúng yêu thích rộng rãi, Nguyễn Đình Bảng mới được biết đến như một nhạc sĩ có phong cách của thời kỳ đổi mới. Từ đó, ông liên tục có những tác phẩm đáng chú ý như: Thời hoa đỏ (thơ Thanh Tùng), Hai nửa vầng trăng (phỏng thơ Hoàng Hữu), Mùa xuân về, Tuổi mới yêu, Khỏa trần Trường Sơn... Đã có Album Audio Thời hoa đỏ, Khỏa trần Trường Sơn và Tuyển chọn ca khúc Nguyễn Đình Bảng (Nxb. Âm nhạc,1995).

## Các sáng tác[1][2]

### Khí nhạc
Nguyễn Đình Bảng có sáng tác một số tác phẩm khí nhạc, tiêu biểu là bản ballade Thị Kính-Thị Mầu.

### Ca khúc
Nguyễn Đình Bảng sáng tác nhiều ca khúc như:
- Cơn mưa em bất chợt
- Thời hoa đỏ (phỏng thơ Thanh Tùng)
- Hai nửa vầng trăng (phỏng thơ Hoàng Hữu)
- Mùa xuân về
- Tuổi mới yêu
- Khỏa trần Trường Sơn
- Ngôi sao biển